# Kuna (rivière)
Pour les articles homonymes, voir Kuna.
La rivière Kuna est un cours d'eau d'Alaska, aux États-Unis située dans l'Alaska North Slope. C'est un affluent  de la rivière Colville.

## Description
Longue de 50 milles (80 km), elle prend sa source dans la chaîne Brooks et coule en direction du nord-nord-est pour rejoindre la rivière Colville à 20 milles (32 km) du lac Liberator dans l'Alaska North Slope.
Elle a été référencée pour la première fois en 1930 par P. S. Smith et J.B. Mertie de l'United States Geological Survey à cause des nombreuses oies des neiges qu'ils y ont rencontrées. Le nom eskimo est Ku-no.

## Sources
- (en) « Kuna (rivière) », Geographic Names Information System